# Giacomo Simoncini
Giacomo Simoncini (Borgo Maggiore, 30 de noviembre de 1994) es un ejecutivo deportivo y político sanmarinés y uno de los Capitanes Regentes del país junto con Francesco Mussoni. Sus mandatos conjuntos comenzaron a partir del 1 de octubre de 2021 y concluyeron el 1 de abril de 2022. Fue el jefe de Estado más joven del mundo, y también el único jefe de Estado menor de 30 años en 2022.

## Biografía
Nació y creció en Borgo Maggiore. Licenciado en farmacia, obtuvo el título de profesor de química.
A la edad de 18 años se inscribió en el Partido Socialista y un año después se convirtió en miembro de la junta ejecutiva.
Tras las elecciones generales de 2019 pasó a ser Miembro del Gran y General Consejo  en representación de la coalición Nosotros por la República.
También es miembro de la Junta Directiva de la Società Sportiva Murata desde 2017 y director de equipo de la selección de fútbol sala de San Marino desde 2018. Al mismo tiempo, es rotario y presidente del Club Rotaract de San Marino.